# Jānis Pīnups
Jānis Pīnups (latgalsky Juoņs Pynups; 10. května 1925, Pelēči – 15. června 2007) byl lotyšský voják označovaný jako „poslední Lesní bratr“, který se po své dezerci ze sovětské Rudé armády v říjnu 1944 přes více než 50 let skrýval v lese poblíž obce Pelēči na území historické země Latgale v tehdejší Lotyšské sovětské socialistické republice. Z ilegality se na veřejnost vrátil až 9. května 1995, tedy osm měsíců poté, co ruská armáda definitivně opustila území již nezávislého Lotyšska.

## Biografie

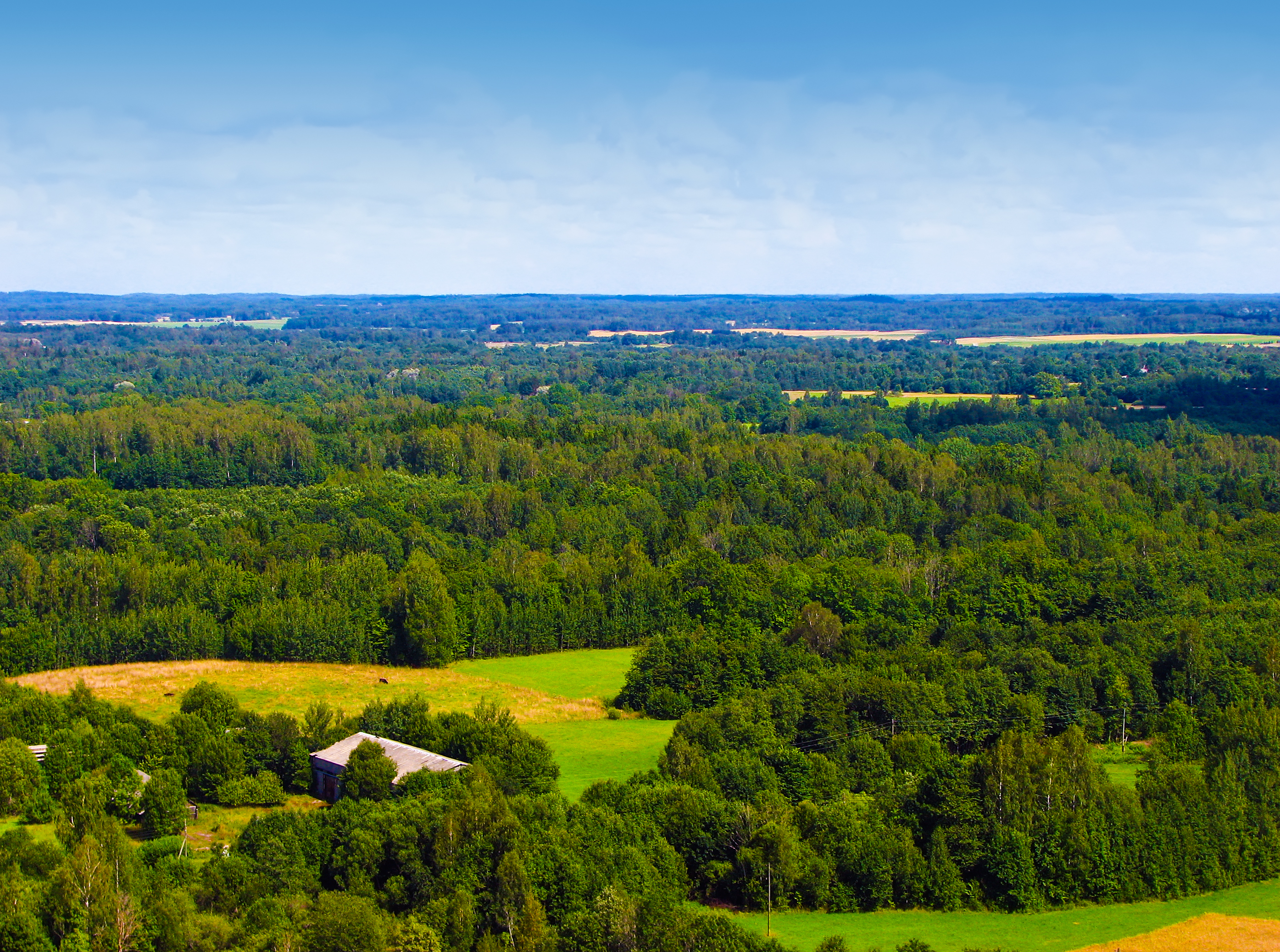
Lesnatá krajina v okolí Pelēči

Jānis Pīnups se narodil 10. května 1925 na území farnosti Pelēči ve východním Lotyšsku (dnes patřící do obecní samosprávy Preiļi), měl bratry Staņislavse a Edvardse a sestru Veroniku. Jeho rodina vlastnila 23,5 hektarů zemědělské půdy.
Od 17. června 1940 Sovětský svaz okupoval Lotyšsko poprvé. Během druhé světové války zemřeli Pīnupsovi rodiče na tyfus[nepřesný odkaz]. Pīnups studoval na odborné škole v Jaunagloně, ale když Rudá armáda v létě 1944 podruhé obsadila Lotyšsko, byl Pīnups 26. srpna 1944, jako mnoho dalších Lotyšů, protiprávně mobilizován do Rudé armády. Absolvoval krátký výcvik v Aiviekste a poté byl poslán na frontu, kde se zúčastnil dvou bitev. Dne 19. září 1944 byl při boji v lesích u Madlieny zraněn a kvůli otřesu mozku upadl do bezvědomí. Po procitnutí zjistil, že na bojišti už nikdo nezůstal, což využil jako vhodnou příležitosti k dezerci. Musel ujít pěšky přes 250 km a zároveň se skrývat před hlídkami Rudé armády a NKVD. Nakonec se mu za úsvitu dne 7. října 1944 podařilo vrátit domů do domu svých rodičů. Přestože byla mobilizace na okupovaných územích nezákonná, Sovětský svaz považoval okupované pobaltské státy za sovětské území a jejich obyvatele za sovětské občany. Dezerce tedy byla považována za zradu a trestána smrtí.
„Bůh mě ochránil před vším a pomohl mi uniknout mým pronásledovatelům, když jsem utíkal před sovětskou armádou. Věděl jsem, co se stane uprchlíkům. Viděl jsem na vlastní oči, jak popravili dva „dezertéry“ zastřelením. Neprchal jsem houštinami nebo po polích, ale držel jsem se cest. Bůh žehnej rolníkům v Koknese, kteří mi dali civilní oblečení, když jsem tam přišel z Madlieny.“ — Jānis Pīnups
Od podzimu 1944 se více než 50 let skrýval před sovětskou mocí, úřady i cizími lidmi. Žil v obavách, aby kvůli dezerci nebyli jeho žijící příbuzní deportováni. Fakt, že je stále na živu, věděli pouze jeho bratři Edvards a Staņislavs a sestra Veronika. Zpočátku žil v lese, ale s příchodem chladného počasí si vybudoval utajený podzemní bunkr na farmě svých příbuzných, kteří si v 50. letech minulého století postavili nový dům a svůj starý nechali opuštěný. Několik dalších tajných bunkrů vybudoval i v okolních lesích. Ve dne vycházel na dvůr, jen když ho sousedé nemohli zahlédnout. Pomáhal svým bratrům se zemědělskými pracemi a také se sběrem hub a lesních plodů – to vše dělal jen pod rouškou noci.
„Celá ta válka mi připadala nesmyslná, stejně jako skutečnost, že naše jednotky byly hnány přímo před německé tanky. (Důstojníci NKVD měli trvalý rozkaz zastřelit každého, kdo ustoupí, či se o to jen pokusí). Naštěstí jsem během války nemusel vystřelit ani jednou. Nemohl jsem nikoho zabít – nedokážu zabít ani kuře. Stejně, když jsem se skrýval v lese a málem mě odhalili, přesto se mi podařilo zachránit se. To proto, že jsem se denně modlil a nyní navštěvuji kostel každou neděli.“ — Jānis Pīnups
V roce 1965 mu sestra Veronika dala rádio na baterie, díky kterému poslouchal lotyšské vysílání a při poslechu rozhlasu se učil i rusky. Přibližně kolem roku 1970 se Pīnups omylem dostal až na náves, kde na autobusové zastávce potkal muže, který řekl, že Pīnupse zná, ale nepamatuje si jeho jméno, načež Pīnups okamžitě utekl. Díky této zkušnosti začal být ještě více ostražitější, jelikož po téměř čtvrtstoletí ukrývání se si byl jistý, že jej už nikdo nezná. Když si koncem 80. let vymkl kotník, musel jít na zdravotní středisko v centru Preiļi pod falešným jménem Staņislavs Kurmis, protože sám nikdy neměl doklady Sovětského svazu. V téže době zemřeli Pīnupsovi bratři. Na živu zůstala jen sestra Veronika, které Pīnups jednou pomáhal s kácením stromů, ale sousedé jej zahlédli, načež se jí vyptávali na identitu dotyčného. Veronika proto raději nepravdivě tvrdila, že Jānis Pīnups zemřel za války.
Ačkoliv Lotyšsko nabylo svou nezávislost již 21. srpna 1991, Pīnups raději zůstal ve svém lesním úkrytu a to kvůli stálé přítomnosti sovětské, respektive ruské armády v zemi. Ovšem alespoň občas zašel do kostela. Teprve osm měsíců po jejím odchodu (31. srpna 1994) z lotyšského území, se 9. května 1995 ve věku 70 let dostavil na policejní služebnu v Pelēči, kde oznámil, že se posledních 50 let skrýval před sovětským režimem v okolních lesích.
Bylo mu obnoveno lotyšské státní občanství, získal i lotyšský cestovní pas a bydlel u své bezdětné sestry Veroniky, přičemž každou neděli chodil pravidelně do kostela. Zpočátku dostával pouze 25 latů měsíčně v podobě sociální podpory, protože lotyšské Ministerstvo sociální péče (Latvijas Republikas Labklājības ministrija) mělo za to, že na důchod nemá nárok. Později byla jeho „vojenská služba“ lotyšskému národu úředně zohledněna a důchod mu byl přiznán. Pīnupsova sestra Veronika zemřela v roce 2004, od té doby žil sám až do své smrti 15. června 2007 (zemřel ve věku 82 let). Zemedělská usedlost, kde se skrýval, byla zbořena a pozemek je nyní ve vlastnictví rodiny Jānise Sokolovskise, vnuka po Jānisově bratrovi Edvardsovi Pīnupsovi.

## Drama
Životní příběh Jānise Pīnupse byl použit jako námět pro divadelní hru „Mežainis“ (někdy také uváděno jako „Miškinis“) od lotyšsko–australského dramaturga Jānise Balože, kterou roku 2015 uvedlo Lotyšské národní divadlo v Rize v režii Valterse Sīlise.